# Scottish Division One 1904/1905
Patnáctý ročník Scottish Division One (1. skotské fotbalové ligy) se konal od 20. srpna 1904 do 29. dubna 1905.
Zúčastnilo se ji opět 14 klubů a vyhrál ji popáté ve své historii a po sedmy letech Celtic FC, který kvůli rovnosti bodů s Rangers FC odehrál dodatečný zápas, jenž skončil 2:1 pro Celtic FC. Nejlepším střelcem se stal již pošesté v kariéře hráč Rangers Robert Hamilton a poprvé Jimmy Quinn ze Celticu, oba vstřelili 19 branek.